# Baba ghanoush

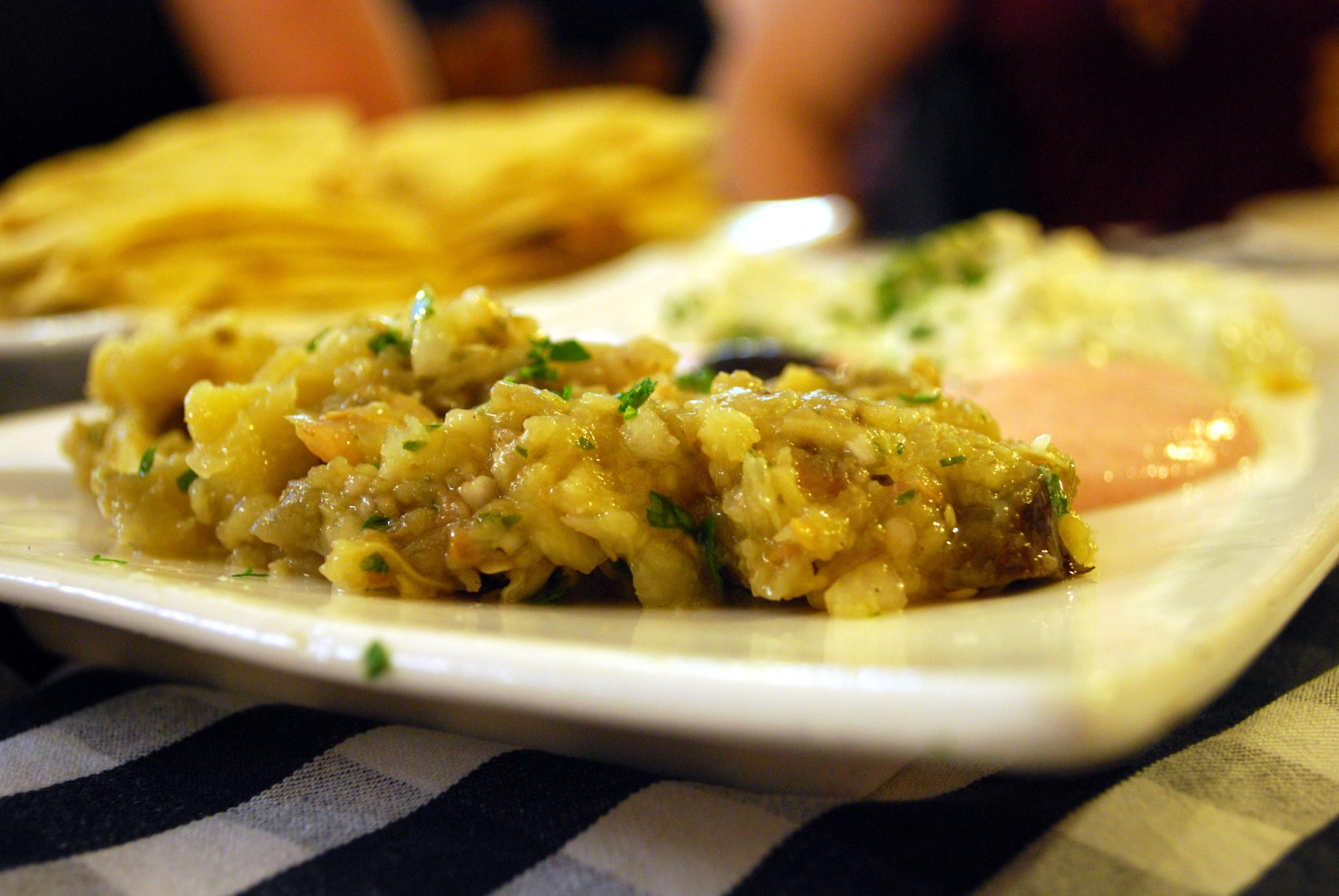
Táboa com baba ganoush feita e temperada.

Baba ghanoush (em árabe: بابا غنوج; romaniz.: bābā ghanūj, baba ganush, baba ghannouj, baba ghannoug), ou babaganuche, é uma salada feita de purê de beringela assada ou grelhada, tahine (pasta de gergelim) e suco de limão.
Um método de preparação popular é assar a beringela diretamente sobre a chama antes de descascar, de modo que a polpa fique macia e com um sabor defumado, por vezes até a pele ficar quase queimada; a polpa é separada da pele e, por vezes comprimida ou salgada, para tirar o excesso de líquido.
Muitas vezes, é comido com khubz ou pão pita, e pode ser usado no preparo de outros pratos, sendo popular na área do Levante (área que cobre Líbano, Síria, Jordânia, Egito e Israel).
No Líbano, o baba ghanoush é consumido como uma entrada ou como um aperitivo; no Egito, é servido principalmente como um acompanhamento de outros pratos, como se fosse uma salada. Para além dos ingredientes principais, o puré de beringela pode ser misturado com cebola, tomate e outros vegetais finamente cortados; como condimentos, são muitas vezes usados alho, cominho, pimenta moída, salsa e hortelã. Por vezes, é servido com um molho feito com azeite e concentrado de romã.